# Багровые реки
«Багро́вые ре́ки» (фр. Les Rivières pourpres) — французский художественный фильм в жанре триллера, поставленный режиссёром Матьё Кассовицем по роману Жана-Кристофа Гранже «Пурпурные реки». Премьера состоялась 27 сентября 2000 года. В 2004 году вышло продолжение «Багровые реки 2: Ангелы апокалипсиса».

## Сюжет
Известный парижский детектив комиссар полиции Пьер Ньеманс приезжает в небольшой городок Гернон во Французских Альпах, с тем чтобы расследовать жестокое убийство: высоко на склоне горы было найдено тело в позе эмбриона, без глаз и кистей рук. Ньеманс узнаёт, что жертвой стал профессор и библиотекарь местного университета Реми Келюа, и обращается к местному офтальмологу доктору Шернезу с вопросом — почему были удалены глаза. Врач рассказывает, что изолированное расположение университета привело к большому количеству межродственных связей, что вызвало появление генетических заболеваний. Но в последнее время тенденция изменилась: жители деревни стали болеть больше, чем дети сотрудников. Шернез говорит Ньемансу, что убийца оставил подсказку, удалив глаза и кисти — части тела, уникальные для каждого человека. Ньеманс расспрашивает декана, а также изучает квартиру убитого, в которой он находит изображения атлетичного «сверхчеловека», и текст о генетических уродствах рядом с изображениями. Ассистент и сын декана Юбер переводит название работы убитого: «Мы хозяева. Мы рабы. Мы везде. Мы нигде. Мы управляем багровыми реками».
Тем временем молодой лейтенант Макс Керкерьян в ближайшем городке Сарзак расследует осквернение могилы Жюдит Эро — девочки, погибшей в 1982 году — и выясняет, что в архиве школы пропали её фотографии. Девочка стала жертвой происшествия на шоссе, свидетелем чего стала её мать, которая была настолько шокирована, что стала монахиней и приняла клятву пребывания в темноте. Мать сообщила Керкерьяну, что в 10 лет девочка заболела, и они направились туда, где девочка родилась — в Гернон, чтобы получить помощь. По словам матери, на них напали демоны, а когда они пытались бежать, девочку сбила машина; фотографии же были украдены, чтобы стереть девочку из истории, потому что её лицо стало угрожать демонам, которые вернулись, чтобы закончить начатое.
Ньеманс опрашивает Фанни Ферейра, студентку со специализацией по природным льдам, которая сразу стала подозреваемой, поскольку умеет лазать по горам и первой нашла тело. Несмотря на неприязнь к университету и высокомерной профессуре, она работает на университет, но приходит в негодование, когда Ньеманс говорит, что она скрывает доказательства с тем, чтобы защитить университет. Она говорит, что любой человек со снаряжением мог внести тело на скалу. Вскоре патологоанатом сообщает, что в глазницах жертвы найдена вода от кислотного дождя, но таких дождей в этих местах не было с 1980-х годов. Ньеманс вместе с Фанни поднимаются на ледник для того, чтобы получить образцы льда и сравнить их с водой из глазниц жертвы. На леднике, по наитию, Ньеманс углубляется в ледяную пещеру, где находит второе тело, замороженное во льду.
Керкерьян в поисках машины, засветившейся на кладбище, выходит на след Филиппа Сертиса из Гернона и пытается вскрыть его квартиру — в этот момент его находит Ньеманс — поскольку это тело Сертиса было найдено во льду. Сертис был доктором, работавшим в родильном отделении университетской больницы. В квартире доктора сыщики находят украденные фотографии Жюдит, а также свидетельства того, что доктор разводил и обучал бойцовых псов. Когда они находят собак, «супер-полицейский» Ньеманс становится буквально парализованным от страха.
Патологоанатом выясняет, что Сертис был изуродован после смерти — оба его глаза были заменены глазными протезами. «Такие же, как у глазного доктора на полке» — говорит патологоанатом, и при этих словах Ньеманс устремляется в кабинет офтальмолога Шернеза. Но, Ньеманс и Керкерьян находят доктора мёртвым и — им почти удаётся схватить убийцу, который сражается с Ньемансом и овладевает его пистолетом, но не убивает его, а лишь разряжает пистолет в стену над ним. Керкерьян преследует убийцу, но не может догнать его. На месте преступления детективы находят надпись кровью доктора над его телом «Я дойду до источника багровых рек». Отпечатки пальцев на пистолете принадлежат Жюдит Эро (от той после аварии остался только палец, по нему её и опознали тогда).
Керкерьян возвращается к осквернённому склепу в Сарзак, который оказывается пустым — внутри гроба удаётся найти лишь фото девочки. В это время Ньеманс посещает Фанни в её доме. Он говорит, что хотя она достаточно физически сильна, чтобы совершить преступление, он не верит в её виновность. Когда Ньеманс возвращается в университет, местный капитан полиции говорит ему, что прочитал работу Келюа, и она полна евгенических идей в нацистском стиле — предлагает достижение совершенства через воспитание вместе атлетично и умственно одарённых детей.
Керкерьян возвращается с фотографией Жюдит, в которой Ньеманс узнаёт Фанни. Они вместе направляются на машине к её дому, но по пути их пытается выбросить с дороги большая машина с бронированными стёклами, за рулём оказывается сын ректора.
Детективы начинают собирать кусочки головоломки вместе: из-за изоляции университета возникли генетические отклонения, и доктора в университетской больнице пошли на обмен университетских младенцев на здоровых младенцев из деревни; по-видимому, Сертиз подменил Фанни на Жюдит, а Келюа организовал этот обмен в соответствии с евгенической программой университета. В подвале дома Фанни детективы находят глаза и кисти рук первой жертвы, но сама Фанни куда-то пропала вместе с альпинистским снаряжением. Ньеманс отдаёт приказ эвакуировать университет, а сам вместе с Керкерьяном поднимается в горы с тем, чтобы найти Фанни.
Детективы останавливают Фанни и держат её на прицеле, но со спины появляется Жюдит, которая оказывается её сестрой-близнецом. Жюдит приказывает Фанни убить Ньеманса, но та отказывается, и вместо этого направляет оружие на сестру. В это время Керкерьян стреляет в Жюдит, но выстрел задевает Фанни в плечо, и звук выстрела запускает лавину. Лавина сметает Жюдит, а Фанни, Ньеманс и Керкерьян спасаются под перевернувшимся трактором. Прибывшая команда спасателей с собаками выкапывает их из под снега, Фанни погружают на вертолёт и, пока он взлетает, Керкерьян спрашивает Ньеманса, почему он боится собак, но его ответ тонет в шуме техники.

## В ролях
| Актёр            | Роль                      |
| ---------------- | ------------------------- |
| Жан Рено         | Пьер Ньеманс              |
| Венсан Кассель   | Макс Керкерян             |
| Карим Бельхадра  | комиссар Даман            |
| Надя Фарес       | Фанни Ферейра / Жюдит Эро |
| Доминик Санда    | Сестра Андреа             |
| Жан-Пьер Кассель | доктор Бернар Чернезе     |
| Лоран Лафитт     | Юбер                      |

## Награды и номинации
Премия «Сезар»-2001
- Лучший режиссёр — Матьё Кассовиц (номинация)
- Лучший монтаж — Марилин Монтье (номинация)
- Лучшая операторская работа — Тьерри Арбогаст (номинация)
- Лучшая музыка к фильму — Брюно Куле (номинация)
- Лучший звук — Сирил Хольц, Венсан Тюлли (номинация)

Премия Европейской киноакадемии-2001
- Лучший европейский режиссёр (Приз зрительских симпатий) — Матьё Кассовиц (номинация)
- Лучший европейский актёр (Приз зрительских симпатий) — Венсан Кассель (номинация)
- Лучший европейский актёр (Приз зрительских симпатий) — Жан Рено (номинация)

Кинофестиваль в Сан-Себастьяне-2000
- Выдвижение на «Золотую раковину» — режиссёр Матьё Кассовиц

Премия «Золотая звезда французского кинематографа»-2001
- Лучший режиссёр — Матьё Кассовиц (награда)